# Ri (phân cấp hành chính)
Ri là một đơn vị hành chính của cả Triều Tiên và Hàn Quốc tương tự như đơn vị của Ấp.